# Kukolka
Kukolka (russisk: Куколка) er en sovjetisk spillefilm fra 1988 af Isaak Fridberg.

## Medvirkende
- Svetlana Zasypkina som Tatjana Serebrjakova
- Irina Metlitskaja som Jelena Mikhajlovna
- Vladimir Mensjov som Vadim Nikolaevitj
- Ervand Arzumanyan
- Igor Bugatko som Fjodor Khalikov